# Rhynchostegiella trichophylla
Rhynchostegiella trichophylla là một loài rêu trong họ Brachytheciaceae. Loài này được Dirkse & Bouman mô tả khoa học đầu tiên năm 1995.